# Namsos
Namsos (sydsamiska: Nåavmesjenjaelmie) är en tätort och stad som utgör centralort i Namsos kommun i Trøndelag fylke i Norge. Staden ligger längst in i Namsenfjorden, där laxälven Namsen har sin mynning. 

## Historia
Namsos grundades 1845. Staden består mest av trähus och har brunnit ner tre gånger i sin relativt korta historia. Första gången var 1872 när två pojkar lekte med tändstickor. Andra gången var 1897, av okänd anledning. Tredje gången var under andra världskriget när staden bombades av tyska flygplan 20 april 1940.

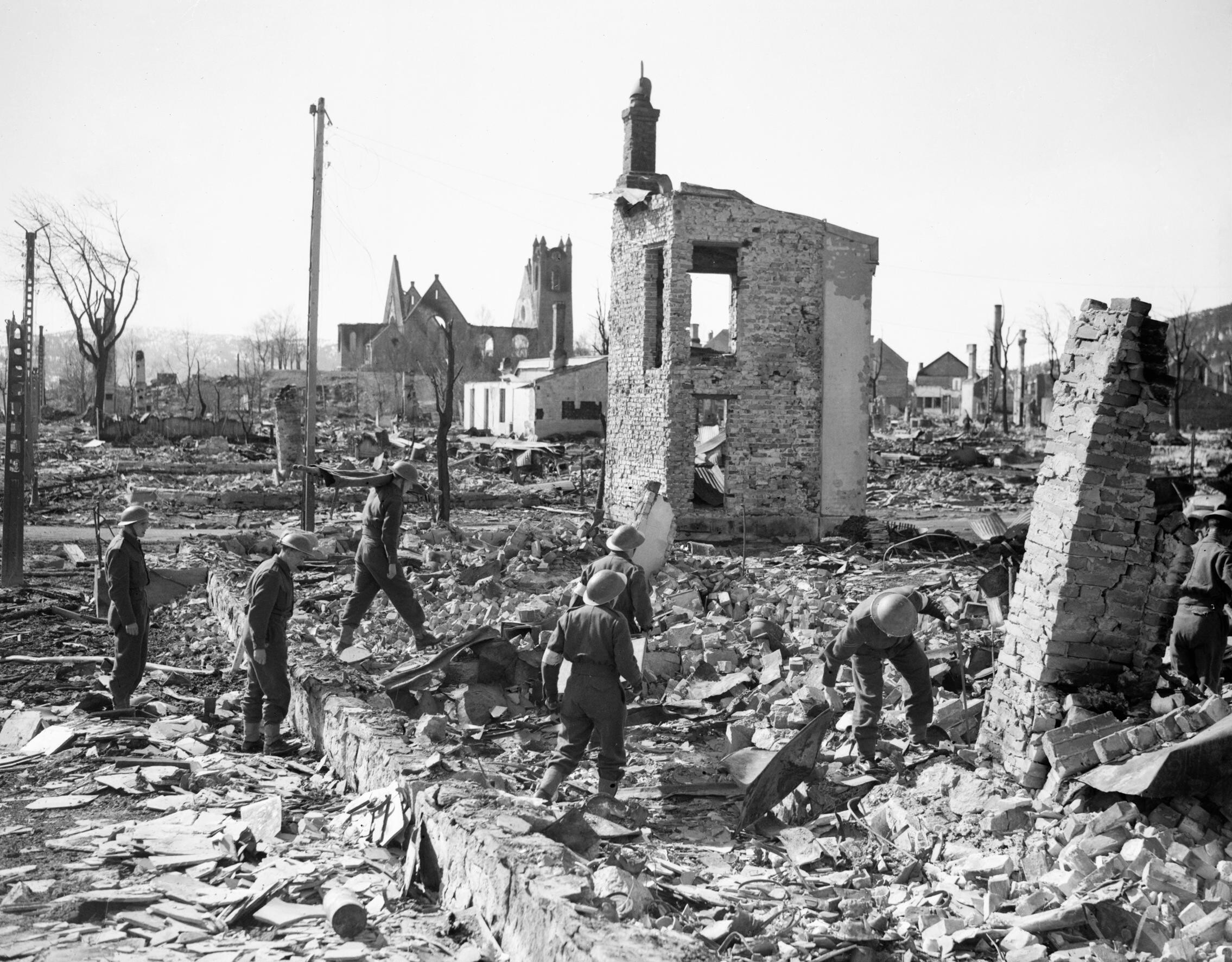
Brittiska soldater bland Namsos ruiner efter bombningen 1940.

Läget intill Namsen och de stora skogarna i närheten gjorde staden idealisk för sågverk. Idag finns dock endast ett av de elva historiska sågverken kvar; Moelven Van Severen.
För att åka bil in i Namsos var man tvungen att passera en vägtull, - Norges minsta. Avgiften gick till att finansiera en ny bro och tunnel samt för underhåll av det lokala vägnätet. Projektet skapade starka känslor hos befolkningen när det lanserades och man lyckades samla ihop 7000 namnunderskrifter mot vägtullen, vilket var ett väldigt stort antal i förhållande till antalet invånare. Trots protesterna blev vägtullen av. Den blev avvecklad i mars 2019.

## Kända personer från Namsos
- Åge Aleksandersen
- Carl Frode Tiller
- Nina Solheim
- Bjarne Håkon Hanssen
- Sebastian Schjerve

## Bildgalleri

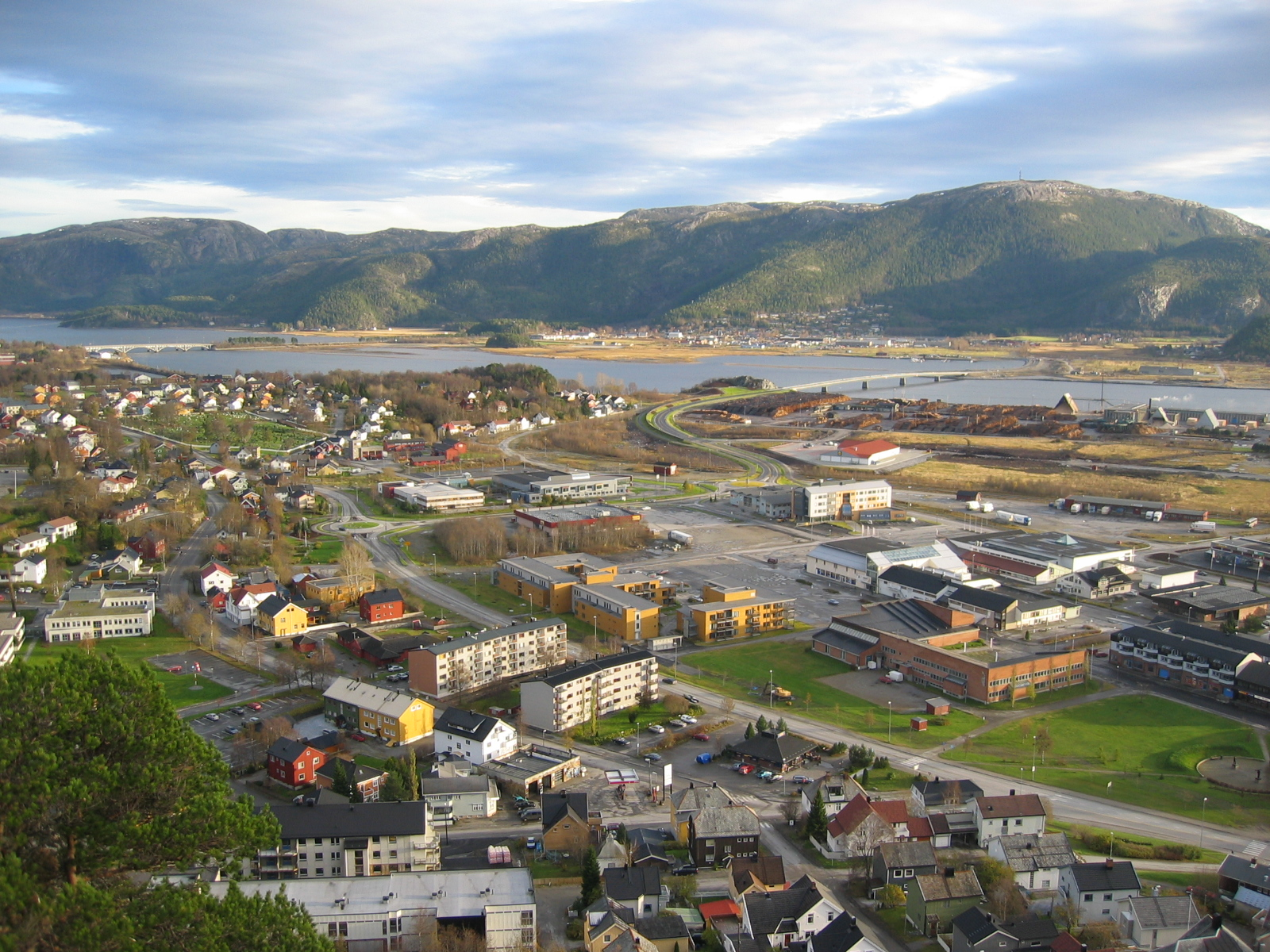
Vy över Namsos från Klompen.
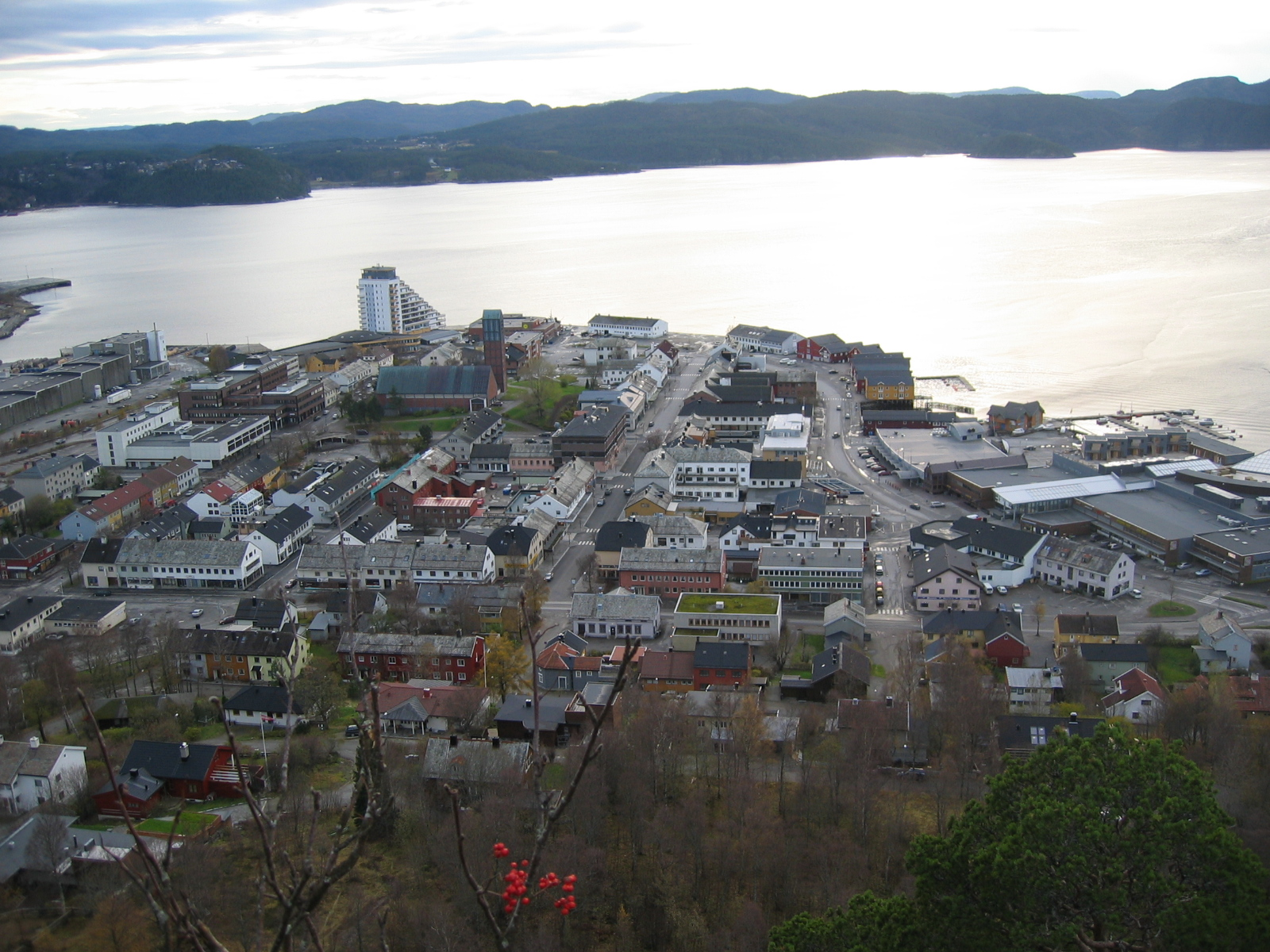
Vy över Namsos från Klompen.
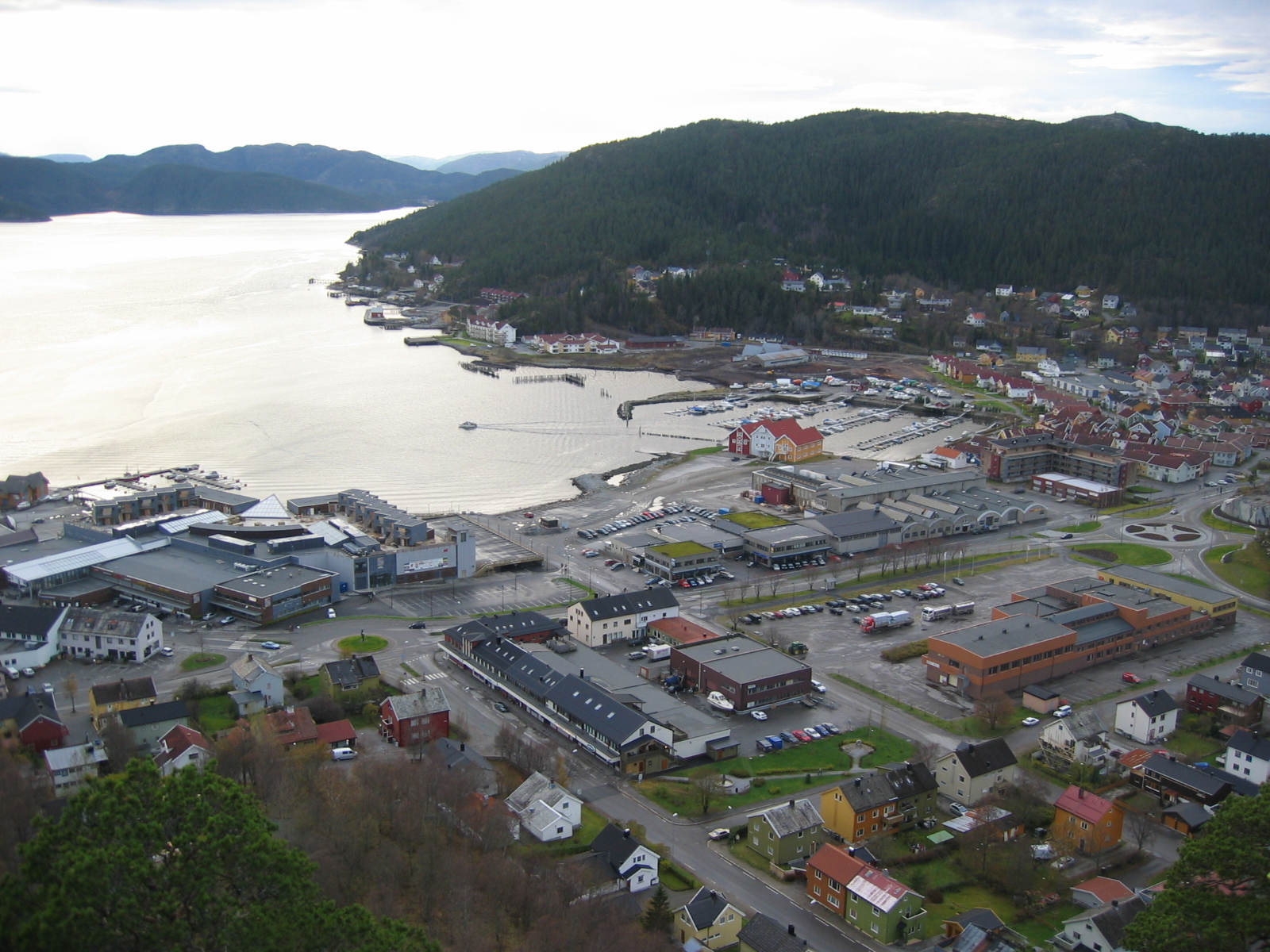
Vy över Namsos från Klompen.
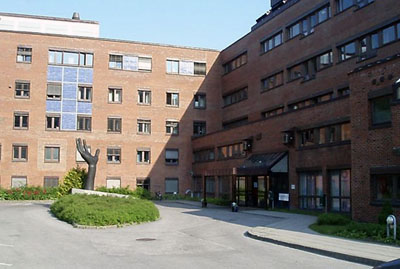
Namsos sjukhus.
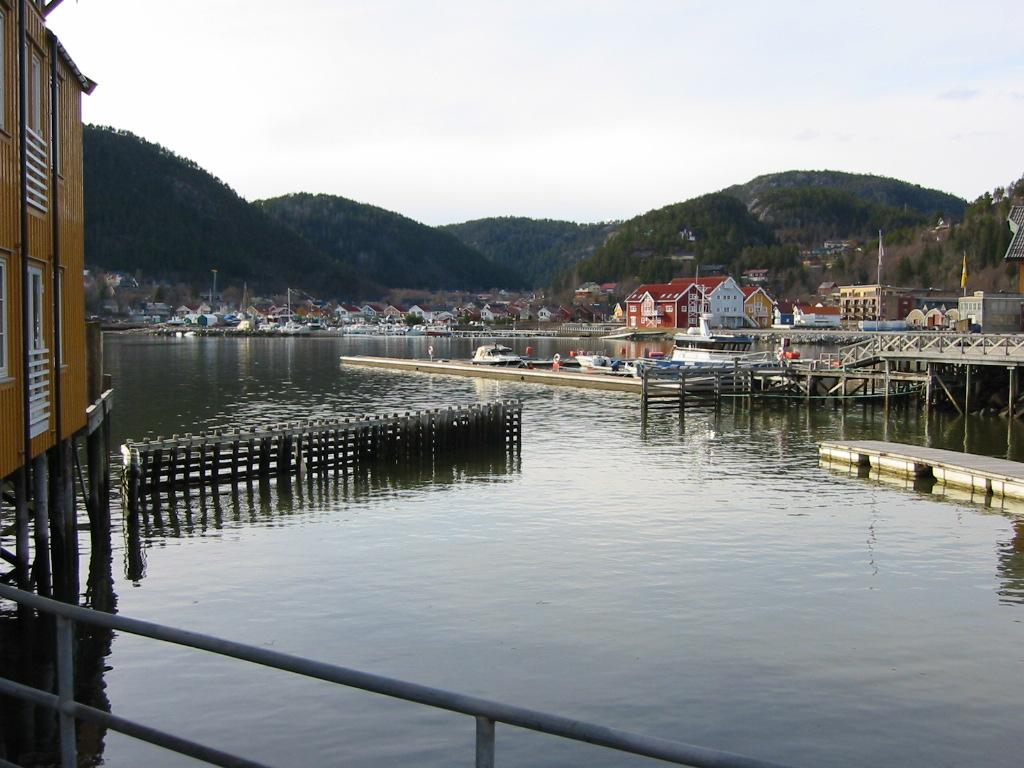
Hamnen i Namsos.